# 小林次郎

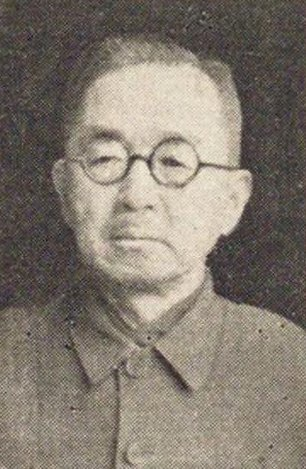
小林次郎

小林 次郎（こばやし じろう、1891年（明治24年）8月13日 - 1967年（昭和42年）7月2日）は、日本の内務官僚。位階は正三位。貴族院書記官長、貴族院勅選議員、参議院事務総長。

## 来歴

### 生い立ち
1891年長野県上水内郡高岡村（現飯綱町）に小学校教員の父小林頼利、母ときの次男として生まれる。当時小林家は家屋の一部を高岡村役場庁舎として貸していたので、次郎は「村役場に生まれた子」であった。また次郎が高岡尋常小学校（飯綱町立牟礼小学校）に通っていた９歳の時、父頼利が校長に着任したため「村の校長先生の子」ともなった。城山尋常高等小学校（長野市立城山小学校）から旧制長野中学校（長野県長野高等学校）へ進学。一年先輩には青木一男（大蔵大臣）、一年後輩には栗林忠道（陸軍大将）がいた。1910年父の友人である戸隠神社宮司上井栄雄（鹿児島出身）の勧めもあり旧制第七高等学校へ進学。七高時代には薩摩閥による後進への手厚い育英事業を目の当たりにして、長野県人としての孤独を痛感し、同郷の後輩たちへ進路を誤らないよう諭しつつ、長野県人の団結を促す趣旨の新聞記事を寄稿している。1914年東京帝国大学法学部へ進み、在学中の1916年高等文官試験に合格。翌年3月東京帝大を卒業し司法官試補に任じられた。

### 内務省から貴族院へ
1917年10月同じ長野県人で内務省出身の貴族院議員伊沢多喜男の知遇を得て内務省に入省。沖縄県属となり、那覇警察署長、県産業課長を経て1918年県警視、1919年県理事官となる。沖縄での3年間では地元の青年たちと意気投合し、古い慣習を改める運動に取り組んだり、那覇を自由貿易港とする主張を展開するなどしたという。
1921年1月貴族院書記官に転任、守衛長。11月に速記課長兼議事課兼庶務課書記官。1921年第7回万国議員商事会議（リスボン）に出席する伊沢多喜男ら貴族院議員の随員として欧米（3月25日横浜港出発、米国サンフランシスコ‐ニューヨーク‐英国ロンドン‐欧州各地に滞在し10月帰国）へ出張。以後、30～40歳代に欧州3回、中国大陸5回、南洋諸島・フィリピンなど世界各国への長期出張を経験し国際的な広い視野を養った。
1922年関東大震災後の臨時震災救護事務局事務官、1933年行政裁判所評定官を兼任。1938年議事課長兼庶務課長兼委員課書記官兼警務課書記官、1940年12月4日瀬古保次の後をうけて第9代貴族院書記官長に就任。

### 戦時下の貴族院書記官長
書記官長時代の小林の議会運営は各派交渉会などの場において議長と書記官長の「一人二役」といわれるような、議長を戴きながらその代弁をし、一方では事務局の長として規則とか先例を説明するという二つの立場を巧妙に使い分けていたという。
また議会は規程により傍聴を認めておらず、衆議院は新聞記者だけは入れるようにしたが貴族院は規程通りにおこなっていた。終戦後も小林はこれを決して認めなかったという。
1941年12月6日の太平洋戦争開戦の日は、午前4時ごろ東條英機総理大臣から電話で「午前5時に大木衆議院書記官長と一緒に首相官邸の日本間のほうへ来るように」といわれ、面会した東條は緊張したなかにも安堵したような面持ちで「うまく行った」といい、小林と大木に臨時議会招集の用意を命じたのち、その場にいた星野内閣書記官長、森山内閣法制局長と大木、小林、東条の五人で乾杯したという。。
小林は東条内閣の戦争遂行方針には批判的な立場であったという。小林の書記官長室にはしきりに有力議員が来て「無茶な戦争をして勝てっこないぞ」「けしからん」という発言をしていったといい、そうした講和派の議員と外務省とのパイプ役を果たさせるために、重光葵外相のもとで和平を担当していた外交官加瀬俊一を貴族院書記官と兼任させ部下として工作に従事させた。加瀬は戦後小林を「憂国の赤誠あふれる達見の人物で陰に陽にわれわれを援助してくれた」と評している。
また小林自身が公用車内で「この戦争は負ける」と発言したら運転手が「皆が戦争に勝つといっているのに何事ですか」といって辞めてしまった。そのことを終戦後に再会した元運転手に詫びられ「負けるとわかっていたらどうしてあのときあなたが総理大臣にならなかったのですか」といわれ困惑したという逸話がある。
戦時中の貴族院の議院や各種調査会の速記録については、保全を図るため郷里に近い長野市善光寺の納骨堂へ保管せしめたことがあったという。
1945年5月24日未明の空襲で議事堂最寄りにあった貴族院書記官長官舎にもM69焼夷弾が着弾。幸い消火に成功し、小林は翌25日朝に所用のため長野に帰省したが、同日夜再度の空襲で官舎は全焼した。
終戦後、降伏調印式に出席する重光葵全権代表に随行することになった加瀬俊一は、礼服に必要なシルクハットを戦災で焼失していたが、小林次郎が貸してくれたものを持参して式に臨んだ。有名な戦艦ミズーリ艦上での調印式の映像で重光のかたわらに随う加瀬が持っているのが小林のシルクハットである。式典後の記者会見が終わった後、旧知の米国人ジャーナリストがこのハットの中にチョコレートを入れておいてくれたのを見た加瀬は、戦争が終わり平和がおとずれたことをしみじみ実感したという。
やがて進駐軍が来ると議会職員の女子達はみな逃げ始めたが、小林はこれを「怪しからん、みな引きとめろ」といい、また通用口に立てていた日の丸を進駐軍が奪った事件があったときには、これに抗議を申し入れさせるなどしたため、厳格で昔気質の持ち主と評された。

### 大日本帝国憲法改正と日本国憲法制定との関わり
1945年10月25日GHQの憲法改正要求により政府が設置した憲法問題調査委員会において、少なくとも10月30日小委員会までの時点で追加の委員となり。同年12月22日付で同委員会総会に「大日本帝国憲法改正試案（小林委員試案）」を提出した。その内容は「大日本帝国憲法は之を改正するの要なし」を前提としつつ、改正やむなき場合は貴族院を公議院と改称し議員は公選ではなく勅任とすることなどを提案している
この間の11月24日、小林は貴族院書記官長在任のまま貴族院議員に勅任された。現職書記官長の議員兼任は初代の金子堅太郎と最後の小林だけであった。
1946年1月までに憲法問題調査委員会がまとめた憲法改正要綱いわゆる「松本試案」はGHQにより不十分として拒絶され、2月13日GHQが提示したマッカーサー草案による憲法改正案が以後審議された。
貴族院での審議では、GHQが極東委員会の意向に基づいて追加挿入を求めてきた「国務大臣はcivilians（現在、軍人でない者）でなければならない」という規程について、civiliansを「文民」と造語して条文へ挿入する修正を施したが、当時の小林は英語のCiviliansには退役軍人も含まれるとの理解であり「これで心ならず戦争に行った若い元軍人でも、将来政治に参加できる道が開けた」と認識していた。
11月3日日本国憲法が公布され、貴族院は廃止され新たに参議院が設けられることになったため、1947年4月小林は参議院開設準備委員長をつとめ、5月2日貴族院書記官長、貴族院議員を退任した。

### 初代参議院事務総長
1947年5月3日日本国憲法施行に伴い5月20日招集された第1回国会特別会第1日目において仮事務総長として仮議長をつとめ議長・副議長選出選挙を進行。翌21日に行われた事務総長選挙で当選し初代の参議院事務総長に選出された。
参議院事務総長時代の小林は、各派交渉会などで貴族院式の議長と書記官長の一人二役的な議会運営手法を踏襲したが、社会党など革新系から反発をうけたことがあったという。
1949年9月参議院事務総長を辞任。理由は翌年の第2回参議院議員選挙に出馬するためであるが、小林本人が参議院の議会運営に限界を感じたものであり、周囲も小林が”合わなくなった”と見ていたのであった。
いずれにせよ小林は貴族院書記官長から参議院事務総長まで戦前、戦中、戦後の議会事務局の長を通算8年9か月あまり務め、2020年現在でも国会議事堂の事務総長席に最も長く座を占めた人物である。

### 幻の初代公選長野県知事選出馬
参議院開設準備委員長在任中の1947年4月5日に実施された初回の公選長野県知事選挙では、保守陣営で小林次郎を擁立する動きがあった。保守系の有力者が軒並み公職追放で出馬不能のため、自由・進歩党両党では自由党は現職の物部薫郎（岡山県出身）を推したが、進歩党は「初代民選知事は長野県人」という意向から小林を第一候補とし第二候補を物部とした。当時小林を支持したものは「北信の某財閥（実業家で枢密顧問官の小坂順造）と、是れに関連する一群の人々」で、その背後には植原悦二郎内相があるといわれ、郡山義夫元知事や木内四郎などが頻繁に来県していたという。1947年2月18日両党県会議員による通称「やぶ会談」で両論はぶつかり、結局物部案に一致したが、小林を推す小坂は、物部を退却させる選挙戦術や中央での政治工作を枢密顧問官伊沢多喜男に求めた。しかし伊沢は小林の知事選には静観の構えで、それどころか会合の主催者の一人として自身の名前が使われたことを知って激怒し、小坂は行き違いを詫びた。これも一因となってか結局小林の出馬は見送られた。
この第1回長野県知事公選は結局保守陣営の物部と民主陣営の社会党林虎雄の一騎打ちとなり林が当選した。林によると当初小林は社会党の応援を得ての出馬を考え、直接林に支援を要請したが、林が社会党への入党を条件として提示したことに小林が難色を示し、調整は不調に終わったという。
なお1951年第2回長野県知事選挙でも再選を目指す林に対抗する保守陣営の候補として小林の名が出たが擁立は実現しなかった。

### 憲法研究と改正への熱意
1950年5月第2回参議院議員通常選挙の全国区に自由党から出馬する。参議院事務総長退官後は「二年半の（参議院事務総長）体験に徹し、日本国憲法の精神が国民の間に理解されて居ないことが判ったので、日本民族将来のため、余生を国民の政治教育に捧げようと決心」していたが、周囲の勧めがあり議員選挙へ出馬したという。所属政党については、小林が貴族院議員に勅選された当時の内閣書記官次田大三郎から社会党入党を勧告されていたが、親任官待遇を賜ったとき（1946年12月5日）の首相吉田茂の誘いがあり自由党を選んだという。しかし小林の意気込みに反して選挙の実際は金と違反がまかり通る世界。であった。そのうえ党本部の支援も不十分で、小林は11万票余りの得票で落選。小林はこのままでは選挙法を改正しないかぎり良識的な候補者を苦しめるだけであると憤慨している。
ついで1953年4月第3回参議院通常選挙に長野地方区から出馬して落選した。国政参加への再度の挑戦の背景には、日本国憲法の制定に関与した者の一人として、その内容の不十分を国政の場で自ら提起し、正してゆきたいという強い思いがあったからであった。2回目の落選のあと小林を世話人として主に旧貴族院で日本国憲法制定に関与した勅選および学士院会員議員の有志を集め憲法問題を研究する「月曜会」を発足。毎月第一・第三月曜に例会日とし、河井彌八参議院議長の協力を得て議長公邸を会場とし参議院の速記者と罫紙を使用した半公式的な性格の研究会として活動した。
研究会はa)日本国憲法制定の経緯の記録、b)日本国憲法の解釈論（問題点の検討）、c)改正案の作成の３点を主たる目的とし、政党の意見や世論を超越して健全な改正案を将来の参考のために残そうとするものであった。
1956年7月第4回参議院議員通常選挙全国区で自由民主党から三たび出馬するが落選。同時に河井彌八も落選したことで参議院議長としての河井の支援を期待することが出来なくなったことから、月曜会で従来のように参議院の速記者を使用することや、議長公邸を使用したりすることが困難になった。そこで1958年3月10日「月曜会」を改組して「萍憲法研究会」とし、その初回にそれまで検討された内容を「日本国憲法萍研究会草案」（実態は小林による試案）としてまとめた。萍憲法研究会は1959年10月ころまでは活動したが、主要参加者が次第に死去するなどして自然消滅した。なおこの月曜会・萍憲法研究会の活動速記録は日本国憲法の制定過程の裏側がわかる貴重な資料であり、2010年に参議院の保管棚から偶然発見され、2014年に翻刻、公刊された。

### 郷里の後進を支援
晩年は郷里長野県出身の後進への支援に熱心であった。戦後焼け野原になった東京での就学環境は劣悪で特に住宅不足が社会的問題であった。そこで長野県出身者で東京に就学する学生への支援を目的として、県出身子弟の陸海軍将校育成支援機関だった「信武会」を解消し、その財産を基礎として1947年12月財団法人信濃育英会を設立。小林は常務理事に就任した。同会の主要事業は県人寮「信濃学寮」の運営であったが、入寮者が確保できず経営は不安定で、小林は長野県政財界の間を奔走し協力を求めた。1951年副理事長、1957年理事長に就任。同年に小平市の自宅敷地のうち600坪を育英会に譲渡し、鉄筋コンクリート3階建、洋室50室、学生100人収容の「小平寮」を建設。その運営にあたった。こうした育英活動への尽力は、みずからが鹿児島の第七高等学校時代に体験した、中央の薩摩閥から郷党への支援の手厚さが影響したとも考えられる。
1967年7月2日、脳軟化症のため小平市の自宅で死去。多摩霊園に墓がある。

## 年譜
- 1891年（明治24年）8月13日 - 長野県上水内郡高岡村（現飯綱町）に生まれる
- 1902年（明治35年）3月 - 高岡尋常小学校（のちの飯綱町立牟礼小学校）卒業。城山尋常高等小学校（のちの長野市立城山小学校）へ入学
- 1910年（明治43年）3月 - 長野中学校（後の長野県長野高等学校）卒業
  - 9月 - 旧制第七高等学校（後の鹿児島大学 ）入学
- 1913年（大正2年） - 第七高等学校卒業。東京帝国大学法学部へ進学
- 1916年（大正5年） - 高等文官試験合格
- 1917年（大正6年）3月 - 東京帝国大学法学部卒業、司法官試補
  - 10月 - 内務省入省、沖縄県屬として那覇に赴任、那覇警察署長、産業課長など歴任
- 1918年（大正7年） - 沖縄県警視兼任
- 1919年（大正8年） - 沖縄県理事官
- 1920年（大正9年）1月 - 貴族院書記官転任、守衛長
  - 11月 - 貴族院速記課長兼議事課兼庶務課書記官
- 1921年（大正10年）3月 - 第7回万国議員商事会議（リスボン）参列議員随員として欧米出張
- 1922年（大正11年） - 議員視察随員として支那出張
- 1923年（大正12年） - 臨時震災救護事務局事務官兼任
- 1925年（大正14年）11月 - 議員随員として台湾・香港・支那出張
- 1929年（昭和4年5月 - 第15回万国議員商事会議（ベルリン）参列議員随員として欧州出張
- 1931年（昭和6年） - 貴族院庶務課長兼速記課長兼議事課書記官
- 1932年（昭和7年） - 貴族院庶務課長兼議事課書記官兼委員課書記官
- 1933年（昭和8年）4月 - 行政裁判所評定官兼任
  - 6月 - 南洋諸島委任統治状況視察の議員随員として南洋群島、比律賓、香港、台湾出張
- 1934年（昭和9年）5月 - 議員視察随員として朝鮮、関東州、満州国出張
- 1935年（昭和10年）6月 -国際会議参列の議員随員として欧州各国出張
  - 8月 - 財団法人比律賓協会監事
- 1938年（昭和13年） - 貴族院議事課長兼庶務課長兼委員課書記官兼警務課書記官
- 1939年（昭和14年） - 貴族院議事課長兼委員課書記官兼庶務課書記官兼警務課書記官
- 1940年（昭和15年） - 議員視察随員として満州国へ出張
  - 12月 - 貴族院書記官長、高等官二等
- 1942年（昭和17年）9月 - 議員視察随員として満州国へ出張
- 1945年（昭和20年）10月 - 憲法問題調査会委員
  - 11月 - 貴族院議員に勅任
- 1947年（昭和22年）4月 - 参議院開設準備委員長
  - 5月 - 参議院事務総長
  - 12月 - 信濃育英会理事
- 1949年（昭和24年）9月 - 参議院事務総長退任
- 1950年（昭和25年）6月 - 第2回参議院議員通常選挙で落選
  - 9月 - 長野北高校(長野中学校の後身)同窓会会長
  - 12月 - 全国選挙管理委員会予備委員
- 1951年（昭和26年）11月 - 信濃育英会副理事長
  - 12月 - 公職資格訴願審査会委員
- 1953年（昭和28年）3月 - 第3回参議院議員通常選挙で落選
  - 10月 - 憲法研究会「月曜会」世話人
  - 12月 - 長野北高等学校同窓会長退任、顧問就任
  - 財団法人比律賓協会副会長
  - 長野県政監査委員
- 1954年（昭和29年）2月 - 全国治水砂防協会監事
- 1956年（昭和31年）7月 - 第4回参議院議員通常選挙で落選
- 1957年（昭和32年）3月 - 信濃育英会理事長
- 1958年（昭和33年）3月 - 「月曜会」改組の「萍憲法研究会」世話人
- 1959年（昭和34年）6月 - 全国治水砂防協会常任監事
- 1966年（昭和41年）4月 - 全国治水砂防協会常任監事辞任
- 1967年（昭和42年）7月2日 - 死去。墓所は多摩霊園

## 栄典
- 1941年（昭和16年）8月-正四位
- 1945年（昭和20年）3月-勲二等瑞宝章
- 1965年（昭和40年）11月-勲二等旭日重光章
- 1967年（昭和42年）7月-正三位[34]

## 著書
- 飯澤章治 編『ヒットラー政権の表裏』帝国出版協会、1936年12月。- 正式な著者標記は無いが小林の著作であるという[35]）
- 『国会生活の思い出』松籟堂出版部、1950年5月。
- 尚友倶楽部・今津敏晃 編『最後の貴族院書記官長 小林次郎日記』尚友倶楽部〈尚友ブックレット〉、2016年11月。ISBN 9784829506998。
- 尚友倶楽部・今津敏晃 編『小林次郎関係文書』尚友倶楽部〈尚友ブックレット〉、2024年10月。ISBN 9784829508879。

## 訳書
- コンラード・ギル 著、小林次郎 訳『民衆と政治』報知新聞社出版部、1924年11月。